# نورمن مورای ادواردز
نورمن مورای ادواردز (به انگلیسی: Norman Murray Edwards) (زاده ۱۰ دسامبر ۱۹۵۹) کارآفرین، بازرگان و مدیر ارشد اجرایی کانادایی است، که در حال حاضر به‌عنوان رییس هیئت مدیره شرکت منابع طبیعی کانادا فعالیت می‌کند. وی مالک تیم هاکی کلگری فلیمس می‌باشد.